# گرگ‌آباد (کوثر)
گرگ‌آباد یک روستا در ایران است که در دهستان سنجبد جنوبی واقع شده‌است. گرگ‌آباد ۸۲ نفر جمعیت دارد.